# Anokopsis avitoides
Anokopsis avitoides är en spindelart som beskrevs av Bauab Vianna, Soares 1980. Anokopsis avitoides ingår i släktet Anokopsis och familjen hoppspindlar. Inga underarter finns listade i Catalogue of Life.